# Judziki (powiat olecki)
Judziki – wieś w Polsce położona w województwie warmińsko-mazurskim, w powiecie oleckim, w gminie Olecko.
W latach 1975–1998 miejscowość administracyjnie należała do województwa suwalskiego.

## Historia
Wieś czynszowa na prawie chełmińskim założona na 40 włókach w 1561 roku. W tym czasie starosta książęcy sprzedał 4 włóki lasu Jakubowi z Judzik w starostwie ełckim i polecił sprowadzić osadników. W roku 1600 we wsi mieszkali wyłącznie Polacy.
W XVII wieku miejscowi chłopi mieli obowiązek odrabiania szarwarku w folwarku domenalnym w Sedrankach.
Szkoła powstała w 1766 r. Wieś należała do parafii w Mieruniszkach. W 1800 roku wieś administracyjnie należała do Olecka, pod względem sądowniczym do Ełku. W 1938 r. wieś liczyła 733 mieszkańców.
W dokumentach wieś wymieniana jako Judzicken, Juczigken, a w 1936 roku otrzymała niemiecką nazwę Wiesenhöhe.

## Zabytki
- dwór o cechach neoklasycystycznych i neogotyckich z poł. XIX w., z gankiem, częściowo zniszczony;
- eklektyczny kościół o czterosegmentowej wieży nakrytej hełmem ostrosłupowym[4]